# 2010–2011-es dán labdarúgó-bajnokság (első osztály)
A 2010–2011-es Superligaen a dán labdarúgó-bajnokság legmagasabb szintű versenyének 97. alkalommal megrendezett bajnoki éve volt. A pontvadászat 2010. július 17-én kezdődött és 2011. május 29-én ért véget hat, ugyanazon időpontban megrendezett mérkőzéssel.
A bajnokságot a címvédő fővárosi együttes, az FC København nyerte az ezüstérmes Odense BK és a bronzérmes Brøndby IF előtt. Ez volt a klub 9. bajnoki címe. Az élvonaltól a Randers FC és az Esbjerg fB búcsúzott, helyüket a másodosztály bajnoka, az Aarhus GF, illetve ezüstérmese, a HB Køge foglalta el.
A gólkirályi címet a bajnokcsapat szenegáli csatára, Dame N’Doye szerezte meg 26 találattal, majd megválasztották az Év Játékosá-nak is.

## A bajnokság rendszere
A pontvadászat 12 csapat részvételével őszi-tavaszi lebonyolításban zajlott, mely során a csapatok körmérkőzéses rendszerben mérkőztek meg egymással: minden csapat minden csapattal háromszor játszott, egyszer pályaválasztóként, egyszer vendégként, majd a 2009–10-es bajnoki sorrendnek megfelelően még egyszer pályaválasztóként vagy vendégként.
A bajnokság végső sorrendjét a 33 forduló mérkőzéseinek eredményei határozták meg a szerzett összpontszám alapján kialakított rangsor szerint. A mérkőzések győztes csapatai 3 pontot, döntetlen esetén mindkét csapat 1-1 pontot kapott. Vereség esetén nem járt pont. A bajnokság első helyezett csapata a legtöbb összpontszámot szerzett egyesület, míg az utolsó helyezett csapat a legkevesebb összpontszámot szerzett egyesület volt.
Azonos összpontszám esetén a bajnoki sorrendet az alábbi szempontok alapján határozták meg:
1. a bajnoki mérkőzések gólkülönbsége
2. a bajnoki mérkőzéseken szerzett gólok száma

A bajnokság győztese lett a 2010–11-es dán bajnok, a 11. és 12. helyezett pedig egyenes ágon kiesett a másodosztályba.

## Változások a 2009–10-es szezont követően
Kiesett a másodosztályba
- Aarhus GF, az élvonal 11. helyezettjeként
- HB Køge, az élvonal 12. helyezettjeként

Feljutott az élvonalba
- AC Horsens, a másodosztály győzteseként
- Lyngby, a másodosztály ezüstérmeseként

## Részt vevő csapatok
| Csapat       | Székhely         | Stadion                  | 2009–10     |
| ------------ | ---------------- | ------------------------ | ----------- |
| AaB          | Aalborg          | Energi Nord Arena        | 5.          |
| AC Horsens   | Horsens          | CASA Arena Horsens       | 1. (II. o.) |
| Brøndby IF   | Brøndby          | Brøndby Stadion          | 3.          |
| FC København | Koppenhága       | Parken Stadion           | 1.          |
| Esbjerg fB   | Esbjerg          | Blue Water Arena         | 4.          |
| Midtjylland  | Herning és Ikast | MCH Arena                | 6.          |
| Nordsjælland | Farum            | Farum Park               | 7.          |
| Lyngby       | Kongens Lyngby   | Lyngby Stadion           | 2. (II. o.) |
| Odense BK    | Odense           | TRE-FOR Park             | 2.          |
| Randers FC   | Randers          | AutoC Park Randers       | 10.         |
| Silkeborg IF | Silkeborg        | Silkeborg Stadion        | 8.          |
| SønderjyskE  | Haderslev        | Haderslev Fodboldstadion | 9.          |

## Végeredmény
| #   | Csapat              | M  | GY | D  | V  | G+ – G– | GK  | P                                                       | Megjegyzések                                   |
| --- | ------------------- | -- | -- | -- | -- | ------- | --- | ------------------------------------------------------- | ---------------------------------------------- |
| 1.  | FC KøbenhavnCV (B)  | 33 | 25 | 6  | 2  | 77–29   | +48 | 81                                                      | 2011–2012-es Bajnokok Ligája – 3. selejtezőkör |
| 2.  | Odense BK           | 33 | 16 | 7  | 10 | 55–41   | +14 | 55                                                      | 2011–2012-es Bajnokok Ligája – 3. selejtezőkör |
| 3.  | Brøndby IF          | 33 | 13 | 12 | 8  | 52–39   | +13 | 51                                                      | 2011–2012-es Európa-liga – 3. selejtezőkör     |
| 4.  | Midtjylland         | 33 | 13 | 10 | 10 | 50–42   | +8  | 49                                                      | 2011–2012-es Európa-liga – 2. selejtezőkör     |
| 5.  | Silkeborg IF        | 33 | 10 | 13 | 10 | 43–49   | −6  | 43 \| rowspan="1" style="background-color: #fafafa;" \| |                                                |
| 6.  | NordsjællandK (KGY) | 33 | 10 | 9  | 14 | 38–50   | −12 | 39                                                      | 2011–2012-es Bajnokok Ligája – Rájátszás1      |
| 7.  | SønderjyskE         | 33 | 11 | 6  | 16 | 32–46   | −14 | 39 \| rowspan="4" style="background-color: #fafafa;" \| |                                                |
| 8.  | LyngbyÚ             | 33 | 10 | 8  | 15 | 42–52   | −10 | 38                                                      |                                                |
| 9.  | AC HorsensÚ         | 33 | 9  | 10 | 14 | 29–40   | −11 | 37                                                      |                                                |
| 10. | AaB                 | 33 | 8  | 11 | 14 | 38–48   | −10 | 35                                                      |                                                |
| 11. | Randers FC (K)      | 33 | 6  | 16 | 11 | 41–48   | −7  | 34                                                      | 1. division                                    |
| 12. | Esbjerg fB (K)      | 33 | 7  | 12 | 14 | 36–49   | −13 | 33                                                      | 1. division                                    |

Forrás: Dán Labdarúgó-szövetség (dánul) 
A rangsorolás alapszabályai: 1. összpontszám, 2. egymás elleni eredmények összpontszáma, 3. gólkülönbség, 4. szerzett gólok száma.
1A Nordsjælland nyerte a 2010–2011-es dán kupát, így a 2011–2012-es Európa-liga rájátszásában indult.
(B): Bajnokcsapat, (K): Kieső csapat, (F): Feljutó csapat, (I): Kupainduló, (R): A rájátszás győztese, (KGY): Kupagyőztes

## Eredmények

### 1–11. forduló
| Hazai \ Vendég1 | AAB | ACH | BRØ | ESB | FCK | LYN | MID | NOR | ODE | RAN | SIL | SØN |
| AaB             |     | 2–3 | 0–2 | 0–2 |     |     |     |     | 1–2 |     | 0–0 | 0–2 |
| AC Horsens      |     |     |     | 0–3 | 1–2 |     | 0–2 |     | 1–0 | 0–0 |     |     |
| Brøndby IF      |     | 0–1 |     | 1–1 |     |     | 1–0 |     | 2–2 |     | 0–2 | 3–1 |
| Esbjerg fB      |     |     |     |     | 1–2 | 2–3 | 0–3 | 1–1 |     | 2–2 | 2–1 |     |
| FC København    | 1–1 |     | 2–0 |     |     | 3–0 |     | 2–0 |     | 1–0 | 2–2 |     |
| Lyngby          | 2–4 | 1–0 | 3–3 |     |     |     |     | 2–0 |     |     |     | 1–0 |
| Midtjylland     | 2–1 |     |     |     | 0–3 | 1–2 |     | 4–0 |     | 1–1 | 2–0 |     |
| Nordsjælland    | 0–0 | 3–0 | 1–3 |     |     |     |     |     |     |     | 4–1 | 1–2 |
| Odense BK       |     |     |     | 3–0 | 2–3 | 3–1 | 2–1 | 0–1 |     | 1–1 |     |     |
| Randers FC      | 2–3 |     | 3–2 |     |     | 2–1 |     | 0–2 |     |     |     | 0–0 |
| Silkeborg IF    |     | 1–2 |     |     |     | 2–2 |     |     | 3–1 | 1–1 |     | 3–1 |
| SønderjyskE     |     | 2–0 |     | 3–0 | 1–3 |     | 0–2 |     | 1–3 |     |     |     |

Forrás: Dán Labdarúgó-szövetség (dánul) 
1A hazai csapatok a bal oldali oszlopban szerepelnek.
Színek: Zöld = hazai győzelem; Sárga = döntetlen; Piros = vendéggyőzelem.
 

### 12–33. forduló
| Hazai \ Vendég1 | AAB | ACH | BRØ | ESB | FCK | LYN | MID | NOR | ODE | RAN | SIL | SØN |
| AaB             |     | 0–0 | 1–2 | 1–1 | 0–1 | 2–1 | 2–0 | 2–0 | 0–1 | 4–1 | 1–1 | 1–2 |
| AC Horsens      | 0–0 |     | 2–1 | 1–1 | 1–1 | 2–0 | 0–2 | 0–0 | 2–1 | 0–0 | 1–2 | 1–1 |
| Brøndby IF      | 1–2 | 0–0 |     | 3–0 | 1–1 | 1–1 | 2–2 | 1–1 | 2–0 | 2–1 | 2–2 | 2–0 |
| Esbjerg fB      | 0–0 | 2–1 | 1–2 |     | 1–1 | 0–0 | 0–1 | 2–0 | 1–2 | 1–3 | 1–1 | 0–1 |
| FC København    | 2–0 | 4–0 | 3–1 | 3–1 |     | 3–2 | 5–2 | 2–1 | 5–0 | 3–1 | 2–0 | 3–0 |
| Lyngby          | 1–2 | 0–2 | 1–2 | 1–2 | 1–2 |     | 1–0 | 1–0 | 2–0 | 3–3 | 1–1 | 1–0 |
| Midtjylland     | 2–2 | 1–0 | 1–0 | 2–2 | 2–0 | 4–4 |     | 2–2 | 1–1 | 2–2 | 2–1 | 2–1 |
| Nordsjælland    | 3–3 | 2–1 | 1–1 | 1–2 | 1–3 | 2–1 | 0–0 |     | 1–4 | 2–1 | 3–2 | 1–1 |
| Odense BK       | 6–0 | 3–3 | 1–1 | 1–0 | 3–0 | 2–0 | 3–2 | 1–2 |     | 1–0 | 0–0 | 1–2 |
| Randers FC      | 0–0 | 1–0 | 0–4 | 2–2 | 0–3 | 1–1 | 1–1 | 4–0 | 1–2 |     | 4–0 | 0–0 |
| Silkeborg IF    | 4–3 | 2–1 | 2–2 | 1–1 | 0–3 | 0–1 | 1–0 | 1–0 | 1–1 | 2–2 |     | 1–0 |
| SønderjyskE     | 1–0 | 0–3 | 0–2 | 2–1 | 3–3 | 1–0 | 2–1 | 0–2 | 0–2 | 1–1 | 1–2 |     |

Forrás: Dán Labdarúgó-szövetség (dánul) 
1A hazai csapatok a bal oldali oszlopban szerepelnek.
Színek: Zöld = hazai győzelem; Sárga = döntetlen; Piros = vendéggyőzelem.
 

## A góllövőlista élmezőnye
Forrás: Dán Labdarúgó-szövetség (dánul).
26 gólos
- Dame N’Doye (FC København)

16 gólos
- César Santin (FC København)

14 gólos
- Peter Utaka (Odense BK)

12 gólos
- Hans Henrik Andreasen (Odense BK)
- Kim Aabech (Lyngby)

11 gólos
- Michael Krohn-Dehli (Brøndby IF)

9 gólos
- Mikkel Thygesen (Midtjylland)
- Jesper Lange (Esbjerg fB)

8 gólos
- Frank Kristensen (Midtjylland/Randers FC)
- Tim Janssen (Esbjerg fB)
- Gilberto Macena (AC Horsens)

## Nemzetközikupa-szereplés

### Eredmények
| Csapat       | Kupa            | Forduló         | Ellenfél            | 1. mérk. | 2. mérk. | Össz. |
| ------------ | --------------- | --------------- | ------------------- | -------- | -------- | ----- |
| FC København | Bajnokok Ligája | 3. selejtezőkör | BATE Bariszav       | 0–0      | 3–2      | 3–2   |
| FC København | Bajnokok Ligája | Rájátszás       | Rosenborg           | 1–2      | 1–0      | 2–2   |
| FC København | Bajnokok Ligája | Csoportkör      | Rubin Kazany        | 1–0      | 1–0      | 1–0   |
| FC København | Bajnokok Ligája | Csoportkör      | Panathinaikósz      | 2–0      | 2–0      | 2–0   |
| FC København | Bajnokok Ligája | Csoportkör      | FC Barcelona        | 0–2      | 0–2      | 0–2   |
| FC København | Bajnokok Ligája | Csoportkör      | FC Barcelona        | 1–1      | 1–1      | 1–1   |
| FC København | Bajnokok Ligája | Csoportkör      | Rubin Kazany        | 0–1      | 0–1      | 0–1   |
| FC København | Bajnokok Ligája | Csoportkör      | Panathinaikósz      | 3–1      | 3–1      | 3–1   |
| FC København | Bajnokok Ligája | Nyolcaddöntő    | Chelsea             | 0–2      | 0–0      | 0–2   |
| Nordsjælland | Európa-liga     | 3. selejtezőkör | Sporting CP         | 0–1      | 1–2      | 1–3   |
| Odense BK    | Európa-liga     | 3. selejtezőkör | Zrinjski Mostar     | 5–3      | 0–0      | 5–3   |
| Odense BK    | Európa-liga     | Rájátszás       | Motherwell FC       | 2–1      | 1–0      | 3–1   |
| Odense BK    | Európa-liga     | Csoportkör      | Getafe              | 1–2      | 1–2      | 1–2   |
| Odense BK    | Európa-liga     | Csoportkör      | VfB Stuttgart       | 1–2      | 1–2      | 1–2   |
| Odense BK    | Európa-liga     | Csoportkör      | Young Boys          | 2–4      | 2–4      | 2–4   |
| Odense BK    | Európa-liga     | Csoportkör      | Young Boys          | 2–0      | 2–0      | 2–0   |
| Odense BK    | Európa-liga     | Csoportkör      | Getafe              | 1–1      | 1–1      | 1–1   |
| Odense BK    | Európa-liga     | Csoportkör      | VfB Stuttgart       | 1–5      | 1–5      | 1–5   |
| Brøndby IF   | Európa-liga     | 2. selejtezőkör | FC Vaduz            | 2–0      | 0–0      | 2–0   |
| Brøndby IF   | Európa-liga     | 3. selejtezőkör | Budućnost Podgorica | 2–1      | 1–0      | 3–1   |
| Brøndby IF   | Európa-liga     | Rájátszás       | Sporting CP         | 2–0      | 0–3      | 2–3   |
| Randers FC   | Európa-liga     | 1. selejtezőkör | F91 Dudelange       | 6–1      | 1–2      | 7–3   |
| Randers FC   | Európa-liga     | 2. selejtezőkör | Gorica              | 3–0      | 1–1      | 3–1   |
| Randers FC   | Európa-liga     | 3. selejtezőkör | Lausanne-Sport      | 2–3      | 1–1      | 3–4   |

Megjegyzés: Az eredmények minden esetben a dán labdarúgócsapatok szemszögéből értendőek, a dőlttel írt mérkőzéseket pályaválasztóként játszották.

### UEFA-együttható
A nemzeti labdarúgó-bajnokságok UEFA-együtthatóját a dán csapatok Bajnokok Ligája-, és Európa-liga-eredményeiből számítják ki. Dánia a 2010–11-es bajnoki évben 6,700 pontot szerzett, ezzel a 11. helyen zárt.
| Csapat       | SGY | SD | SV | GY | D | V | Bónusz | Pont   | Átlag |
| ------------ | --- | -- | -- | -- | - | - | ------ | ------ | ----- |
| FC København | 2   | 1  | 1  | 3  | 2 | 3 | 9,000  | 19,500 |       |
| Nordsjælland | 0   | 0  | 2  | 0  | 0 | 0 | 0,000  | 0,000  |       |
| Odense BK    | 3   | 1  | 0  | 1  | 1 | 4 | 0,000  | 6,500  |       |
| Brøndby IF   | 4   | 1  | 1  | 0  | 0 | 0 | 0,000  | 4,500  |       |
| Randers FC   | 2   | 2  | 2  | 0  | 0 | 0 | 0,000  | 3,000  |       |
| Összesen     | 11  | 5  | 6  | 4  | 3 | 7 | 9,000  | 33,500 | 6,700 |

## Külső hivatkozások
- Hivatalos oldal Archiválva 2011. július 13-i dátummal a Wayback Machine-ben (Dán labdarúgó-szövetség) (dánul)
- Eredmények és tabella a Soccerwayen (angolul)
- Eredmények és tabella az rsssf.com-on (angolul)